# Elecciones municipales de Tacna de 1993
Las elecciones municipales de Tacna de 1993 se llevaron a cabo el 29 de enero de 1993 para elegir al alcalde y al Concejo Provincial de Tacna para el periodo 1993-1995. La elección se celebró simultáneamente con elecciones municipales en todo el país.

## Sistema electoral
La Municipalidad Provincial de Tacna es el órgano administrativo y de gobierno de la provincia de Tacna. Está compuesta por el alcalde y el Concejo Provincial.
La votación del alcalde y el concejo se realiza en base al sufragio universal, que comprende a todos los ciudadanos nacionales mayores de dieciocho años, empadronados y residentes en la provincia de Tacna y en pleno goce de sus derechos políticos, así como a los ciudadanos no nacionales residentes y empadronados en la provincia de Tacna.
El Concejo Provincial de Tacna está compuesto por 19 regidores elegidos por sufragio directo para un período de tres (3) años, en forma conjunta con la elección del alcalde (quien lo preside). La votación es por lista cerrada y bloqueada. Se asigna a la lista ganadora los escaños según el método d'Hondt o la mitad más uno, lo que más le favorezca. Es elegido como alcalde el candidato que ocupe el primer lugar de la lista que haya obtenido la más alta votación.

## Composición del Concejo Provincial de Tacna
La siguiente tabla muestra la composición del Concejo Provincial de Tacna antes de las elecciones.
| Partidos | Partidos                                         | Regidores |
| -------- | ------------------------------------------------ | --------- |
|          | Lista Independiente Unión Independiente de Tacna | 11        |
|          | Partido Aprista Peruano                          | 4         |
|          | Frente Democrático                               | 2         |
|          | Izquierda Unida                                  | 1         |
|          | Frente Nacional de Trabajadores y Campesinos     | 1         |

## Partidos y candidatos
A continuación se muestra una lista de los principales partidos y alianzas electorales que participaron en las elecciones:
| Candidatura | Candidatura | Partidos y alianzas                                                                       | Candidatos | Candidatos                 | Ideología         | Resultado previo | Resultado previo | Ref. |
| Candidatura | Candidatura | Partidos y alianzas                                                                       | Candidatos | Candidatos                 | Ideología         | Votos (%)        | Reg.             | Ref. |
| ----------- | ----------- | ----------------------------------------------------------------------------------------- | ---------- | -------------------------- | ----------------- | ---------------- | ---------------- | ---- |
|             | NM–C90      | Lista - Alianza Nueva Mayoría - Cambio 90 (NM–C90) – Nueva Mayoría (NM) – Cambio 90 (C90) |            | Tito Chocano Olivera       | Fujimorismo       | Nuevo            | Nuevo            |      |
|             | IND         | Lista - Lista Independiente Frente por la Democracia                                      |            | Federico Nieto Becerra     | Localismo tacneño | Nuevo            | Nuevo            |      |
|             | IND         | Lista - Lista Independiente Movimiento Independiente Tacna 2000                           |            | Héctor Liendo Alcázar      | Localismo tacneño | Nuevo            | Nuevo            |      |
|             | IND         | Lista - Lista Independiente Movimiento Independiente Tacna Heroica                        |            | Matilde Juárez de Lombardi | Localismo tacneño | Nuevo            | Nuevo            |      |

Otros candidatos
| Partidos y alianzas | Partidos y alianzas                                          | Candidatos               |
| ------------------- | ------------------------------------------------------------ | ------------------------ |
|                     | Lista Independiente Alianza Tacneñista Independiente         | Héctor Chavera Rondón    |
|                     | Lista Independiente Frente Tacneñista                        | Vicente Castañeda Chávez |
|                     | Lista Independiente Fuerza Integración por Tacna             | Alberto Cóndor Salvador  |
|                     | Lista Independiente Fuerza Municipal                         | Julio Villalta Samán     |
|                     | Lista Independiente Fuerza Vecinal                           | Germán Cutimbo Pantos    |
|                     | Lista Independiente Movimiento Independiente Nacionalista    | Ángel Ramírez Roque      |
|                     | Lista Independiente Movimiento Progresista de Independientes | Néstor Pari Gonzales     |
|                     | Lista Independiente Unidad del Pueblo                        | Carlos Ticona Ponce      |

## Resultados

### Sumario general
|                        |                                                              |              |              |              |           |           |
| Partidos y coaliciones | Partidos y coaliciones                                       | Voto popular | Voto popular | Voto popular | Regidores | Regidores |
| Partidos y coaliciones | Partidos y coaliciones                                       | Votos        | %            | +/−          | Total     | +/−       |
|                        | Alianza Nueva Mayoría - Cambio 90 (NM–C90)                   | 25,910       | 46.04        | Nuevo        | 11        | +11       |
|                        | Lista Independiente Movimiento Independiente Tacna 2000      | 13,677       | 24.31        | n/a          | 4         | +4        |
|                        | Lista Independiente Frente por la Democracia                 | 8,369        | 14.87        | n/a          | 3         | +3        |
|                        | Lista Independiente Movimiento Independiente Tacna Heroica   | 3,724        | 6.62         | n/a          | 1         | +1        |
|                        | Lista Independiente Alianza Tacneñista Independiente         | 1,285        | 2.28         | n/a          | 0         | ±0        |
|                        | Lista Independiente Frente Tacneñista                        | 1,285        | 2.28         | n/a          | 0         | ±0        |
|                        | Lista Independiente Movimiento Progresista de Independientes | 537          | 0.95         | n/a          | 0         | ±0        |
|                        | Lista Independiente Unidad del Pueblo                        | 422          | 0.75         | n/a          | 0         | ±0        |
|                        | Lista Independiente Fuerza Vecinal                           | 358          | 0.64         | n/a          | 0         | ±0        |
|                        | Lista Independiente Fuerza Municipal                         | 273          | 0.49         | n/a          | 0         | ±0        |
|                        | Lista Independiente Fuerza Integración por Tacna             | 237          | 0.42         | n/a          | 0         | ±0        |
|                        | Lista Independiente Movimiento Independiente Nacionalista    | 195          | 0.35         | n/a          | 0         | ±0        |
|                        |                                                              |              |              |              |           |           |
| Total                  | Total                                                        | 56,272       |              |              | 19        | ±0        |
|                        |                                                              |              |              |              |           |           |
| Votos válidos          | Votos válidos                                                | 56,272       | 100.00       | ±0.00        |           |           |
| Votos en blanco        | Votos en blanco                                              | 0            | 0.00         | ±0.00        |           |           |
| Votos nulos            | Votos nulos                                                  | 0            | 0.00         | ±0.00        |           |           |
| Votos emitidos         | Votos emitidos                                               | 56,272       | 66.36        | +0.96        |           |           |
| Abstenciones           | Abstenciones                                                 | 28,520       | 33.64        | –0.96        |           |           |
| Votantes registrados   | Votantes registrados                                         | 84,792       |              |              |           |           |
|                        |                                                              |              |              |              |           |           |
| Fuente:                |                                                              |              |              |              |           |           |

### Concejo Provincial de Tacna
| Cargo                        | Autoridad electa          | Partido político | Partido político                                           |
| ---------------------------- | ------------------------- | ---------------- | ---------------------------------------------------------- |
| Alcalde Provincial de Tacna  | Tito Chocano Olivera      |                  | Alianza Nueva Mayoría - Cambio 90                          |
| Regidor Provincial de Tacna  | Gino Bacigalupo V.        |                  | Alianza Nueva Mayoría - Cambio 90                          |
| Regidor Provincial de Tacna  | Orlando de Marzo Ciccia   |                  | Alianza Nueva Mayoría - Cambio 90                          |
| Regidor Provincial de Tacna  | Juan Chávez Delgado       |                  | Alianza Nueva Mayoría - Cambio 90                          |
| Regidor Provincial de Tacna  | Luis Torres Robledo       |                  | Alianza Nueva Mayoría - Cambio 90                          |
| Regidor Provincial de Tacna  | Manuel Flores Chara       |                  | Alianza Nueva Mayoría - Cambio 90                          |
| Regidor Provincial de Tacna  | Santos Liendo Morales     |                  | Alianza Nueva Mayoría - Cambio 90                          |
| Regidora Provincial de Tacna | Rosa Cahua Bernal         |                  | Alianza Nueva Mayoría - Cambio 90                          |
| Regidor Provincial de Tacna  | Jorge Veliz La Vera       |                  | Alianza Nueva Mayoría - Cambio 90                          |
| Regidor Provincial de Tacna  | Óscar Liendo Duarte       |                  | Alianza Nueva Mayoría - Cambio 90                          |
| Regidor Provincial de Tacna  | Tito Reyna Flores         |                  | Alianza Nueva Mayoría - Cambio 90                          |
| Regidora Provincial de Tacna | Rosana Reinoso Guillermo  |                  | Alianza Nueva Mayoría - Cambio 90                          |
| Regidor Provincial de Tacna  | Wilfredo Liendo Berríos   |                  | Lista Independiente Movimiento Independiente Tacna 2000    |
| Regidor Provincial de Tacna  | Marcial Ruelas Flores     |                  | Lista Independiente Movimiento Independiente Tacna 2000    |
| Regidor Provincial de Tacna  | Jorge Reynoso Stucchi     |                  | Lista Independiente Movimiento Independiente Tacna 2000    |
| Regidor Provincial de Tacna  | Víctor Mamani Ccosi       |                  | Lista Independiente Movimiento Independiente Tacna 2000    |
| Regidor Provincial de Tacna  | Lilian Ordóñez de Morales |                  | Lista Independiente Frente por la Democracia               |
| Regidor Provincial de Tacna  | Enrique Guevara Arenas    |                  | Lista Independiente Frente por la Democracia               |
| Regidor Provincial de Tacna  | Ralfo Liendo Gil          |                  | Lista Independiente Frente por la Democracia               |
| Regidor Provincial de Tacna  | Luis Basadre Flores       |                  | Lista Independiente Movimiento Independiente Tacna Heroica |

## Elecciones municipales distritales

### Resultados por distrito
La siguiente tabla enumera el control de los distritos de la provincia de Tacna. El cambio de mando de una organización política se resalta del color de ese partido.
| Distrito           | Alcalde(sa) titular       | Partido político | Partido político          | Alcalde(sa) electo(a)     | Partido político | Partido político              |
| ------------------ | ------------------------- | ---------------- | ------------------------- | ------------------------- | ---------------- | ----------------------------- |
| Alto de la Alianza | Remigio Vilca Mamani      |                  | Izquierda Unida           | Jacinto Gómez Mamani      |                  | Obras y No Palabras           |
| Calana             | Edgar Gamero López        |                  | Lista Independiente N° 3  | Edgar Gamero López        |                  | Nueva Mayoría - Cambio 90     |
| Inclán             | José Soto Carpio          |                  | Frente para el Desarrollo | José Soto Carpio          |                  | Nueva Mayoría - Cambio 90     |
| Pachía             | Leonel Rojas Ríos         |                  | Frente Democrático        | Bartolomé Maquera Llanque |                  | Trabajadores de Pachía        |
| Palca              | Oswaldo Silvestre Ayca    |                  | Izquierda Unida           | Policarpio Churata Ascuña |                  | Progresista de Independientes |
| Pocollay           | Baldomero Aguilar Alférez |                  | Frente Democrático        | Baldomero Aguilar Alférez |                  | Nueva Mayoría - Cambio 90     |
| Sama               | Wilson Bertolotto Ticona  |                  | Frente Democrático        | Wilson Bertolotto Ticona  |                  | Nueva Mayoría - Cambio 90     |